# Charles Heaphy
Charles Heaphy Cruz Vitória (Londres, 1820 – Brisbane, 3 de agosto de 1881) foi um pintor e agrimensor neozelandês nascido na Inglaterra e ganhador da Cruz Vitória, a maior condecoração militar por bravura "em face do inimigo" que poderia ser concedida aos britânicos e às forças do Império na época. Foi o primeiro soldado das forças armadas da Nova Zelândia a receber a condecoração. Além disso, também foi um notável artista do período colonial que criou aquarelas e esboços da vida dos primeiros colonos na Nova Zelândia.
Nascido na Inglaterra, Heaphy ingressou na Companhia da Nova Zelândia em 1839. Sua chegada à Nova Zelândia ocorreu no final daquele ano e foi contratado para fazer um registro visual do trabalho da empresa, que foi usado para anunciar o país a potenciais imigrantes ingleses. Grande parte dos próximos dois anos e meio foi gasto viajando pela Nova Zelândia e executando pinturas da terra e de seus habitantes. Quando seu contrato com a empresa terminou em 1842, residiu em Nelson por vários anos e explorou grandes partes da Costa Oeste. Mais tarde, mudou-se para o norte em Auckland, visando trabalhar como agrimensor.
Durante a invasão do Waikato, sua unidade de milícia foi mobilizada e foi sua conduta em Paterangi, onde resgatou soldados britânicos sob fogo, sendo condecorado com a Cruz Vitória. Além de ser o primeiro soldado das forças armadas da Nova Zelândia em tê-lo este reconhecimento, foi o primeiro alvo de qualquer força de milícia. Depois que seu serviço militar terminou, Heaphy ocupou um mandato como membro do Parlamento por Parnell. Entre 1870 a 1881, esteve em vários cargos no serviço público. Em seus últimos anos de vida, sua saúde piorou, tendo que se aposentar de suas funções em maio de 1881. Mudou-se para Queensland, na Austrália, em busca de um clima melhor para recuperar a saúde, mas morreu poucos meses após sua chegada. Foi enterrado no Cemitério Toowong, em Brisbane.

## Primeiros anos
Filho mais novo de Thomas Heaphy, que era um pintor profissional, e três de seus irmãos também se tornaram pintores notáveis, Charles Heaphy nasceu em algum momento de 1820 na cidade de Londres, na Inglaterra. Seu avô, John Gerrard Heaphy, era um comerciante da Irlanda. Thomas Heaphy ganhou encomendas de pintura da alta sociedade e em 1812 acompanhou Arthur Wellesley que, posteriormente, se tornaria o 1.º Duque de Wellington como artista da equipe durante a Guerra Peninsular.
A família Heaphy morava em St John's Wood, no noroeste de Londres, e desfrutava de uma vida confortável de classe média, embora sua mãe tenha morrido em algum momento de sua infância. Thomas morreu em 1835 e deixou toda a propriedade para sua segunda esposa, com quem se casou em 1833. Charles, que havia conseguido trabalhar como desenhista na London & Birmingham Railway Company, saiu da residência da família logo depois. Quando criança, foi ensinado a pintar por seu pai, e em dezembro de 1837, apoiado por um amigo da família, ingressou na escola de pintura da Academia Real Inglesa. Foi o único filho da família Heaphy a receber este nível de educação.
Em maio de 1839, após dezoito meses na Academia Real Inglesa, Heaphy ingressou na Companhia da Nova Zelânida como desenhista. A empresa foi criada por Edward Wakefield como um empreendimento privado para organizar colônias na Nova Zelândia. Wakefield procurou homens bem escolarizados como funcionários para o planejamento e levantamento de novos assentamentos no país. Heaphy navegou com William Wakefield, irmão de Edward, a bordo do Tory em uma expedição para comprar terras adequadas para assentamento. No final de 1839, o Tory chegou ao que ficou conhecido como Wellington.

## Atuação na Companhia da Nova Zelândia

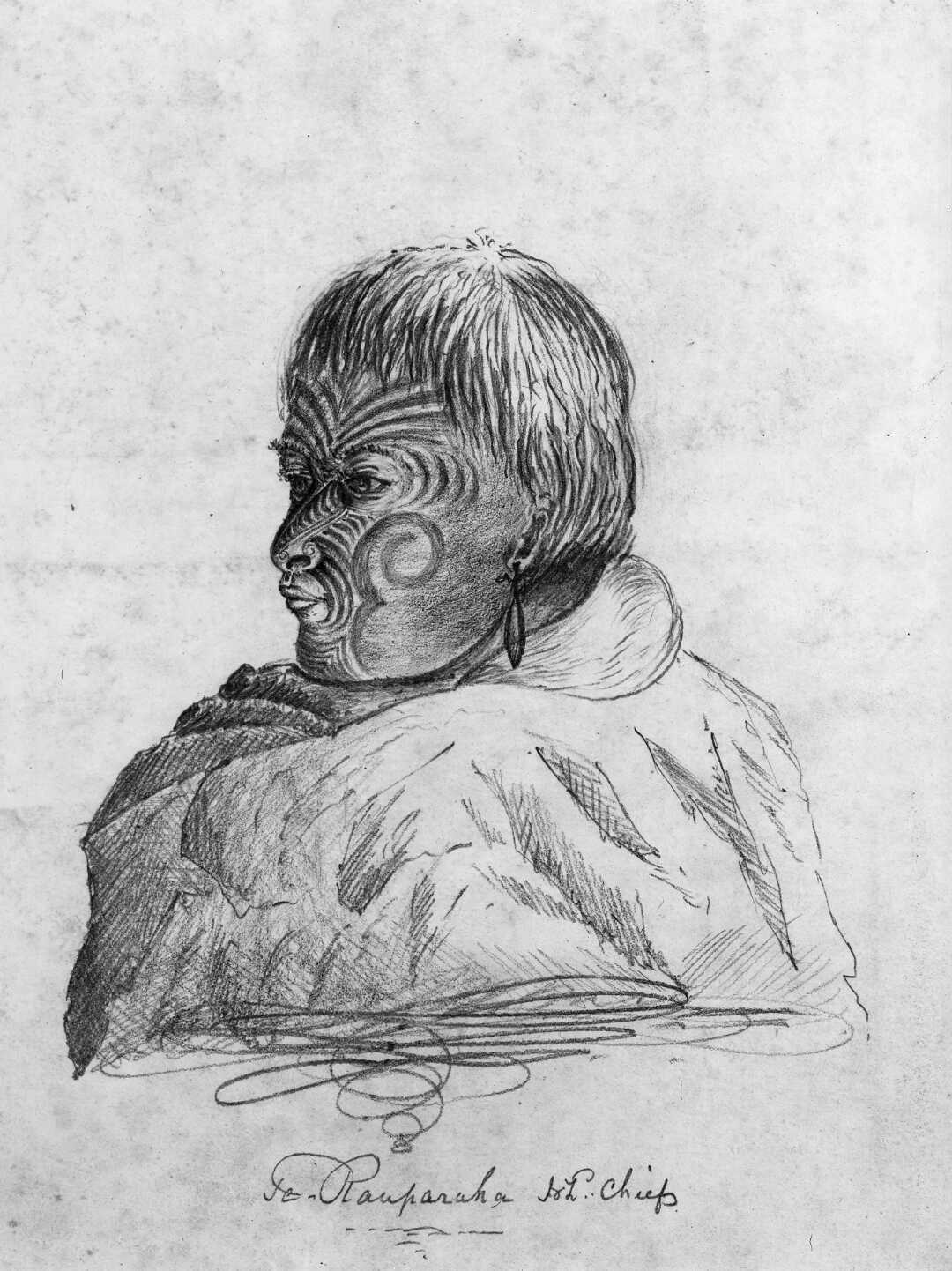
Um esboço de Heaphy do rangatira maori, Te Rauparaha

O contrato de Heaphy com a Companhia da Nova Zelândia era de três anos e sua principal função era produzir um registro visual de seus esforços que pudesse ser usado como publicidade. Ao fazer isso, ele viajou, frequentemente, pela Nova Zelândia e, ocasionalmente, participou de caminhadas por terra, vivendo em uma barraca ou ficando com os maoris locais. Além disso, também navegou ao longo da costa a bordo do Tory e aprendeu topografia com seu capitão. Outro funcionário da empresa viajando no Tory foi Ernst Dieffenbach, que ensinou geologia básica a Heaphy.
Heaphy pintou uma variedade de temas, incluindo paisagens, flora e fauna e pessoas Māori, como Te Rauparaha, o notável rangatira (chefe). O sucesso da empresa dependia de atrair emigrantes para a Nova Zelândia, de modo que seu trabalho quase sempre visava apresentar a terra e seus habitantes em sua melhor luz. Heaphy, às vezes, foi exposto a algum perigo; em uma expedição às Ilhas Chatham, seu grupo interveio em uma escaramuça entre duas tribos em guerra e ele foi ferido na perna. É improvável que tenha sido um ferimento grave, pois fez uma caminhada de volta à Nova Zelândia para a região de Taranaki por algumas semanas depois, onde produziu boa parte de suas paisagens mais notáveis, como uma vista exagerada do Monte Taranaki do sul.

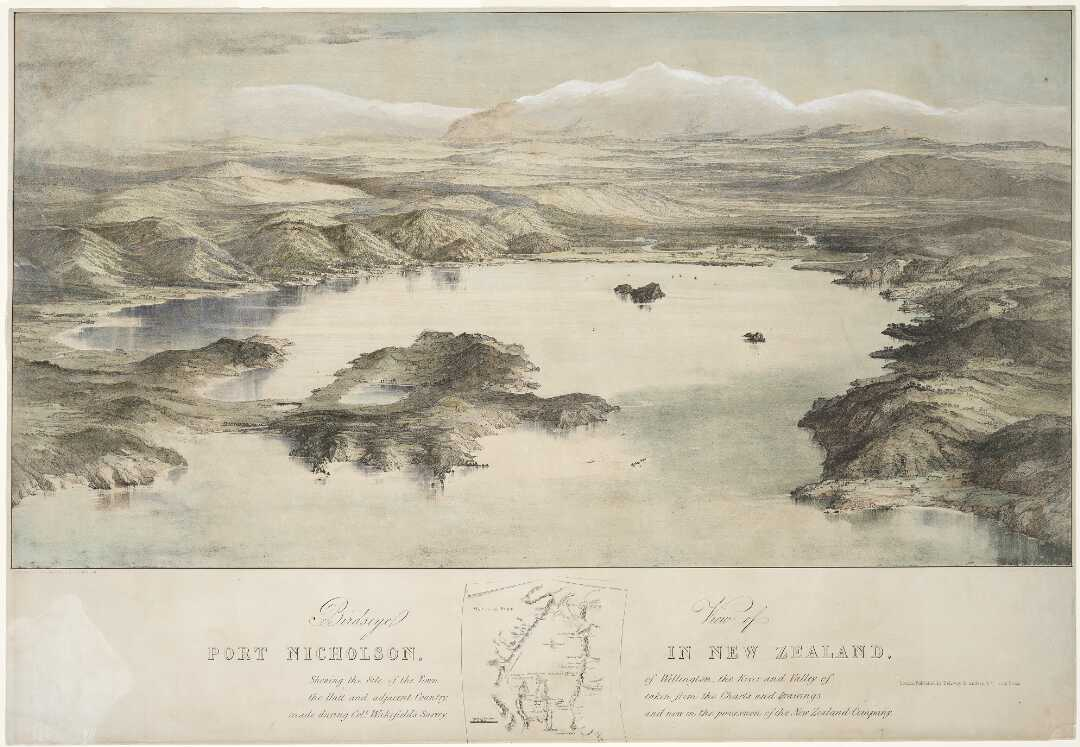
Vista panorâmica de Port Nicholson, o nome original de Wellington; uma litografia de Thomas Allom baseada em obras, por Heaphy

A partir de outubro de 1840, Heaphy exerceu sua profissão em Wellington. Na presença de um amigo, construiu um pequeno chalé e de lá executou várias vistas do porto de Wellington, que foram muito usadas na publicidade da Companhia da Nova Zelândia. Um exemplo de seu trabalho, a vista do incipiente assentamento de Wellington, foi reproduzido como uma litografia para distribuição na Inglaterra. Como um exemplo de como Heaphy teria influenciado seu trabalho visando o apelo comercial, esta pintura mostrava vários navios ancorados no porto e, deliberadamente, superestimavam seu número, para dar a impressão de um porto movimentado. Poucos meses depois, no início de 1841, juntou-se a Arthur Wakefield na expedição que levou à fundação de Nelson, na Ilha do Sul. Heaphy estava entre vários funcionários da Companhia da Nova Zelândia para explorar a área ao redor do que hoje é conhecido como Tasman Bay / Te Tai-o-Aorere, antes que a localização de Nelson fosse decidida. Foi executado várias aquarelas, que destacava a qualidade do terreno destinado ao assentamento, e estas foram encaminhadas para Londres.
A Companhia da Nova Zelândia publicou, regularmente, o trabalho de Heaphy como litografias, muitas vezes com detalhes extras adicionados ao ser redesenhado para fins de impressão. No final de 1841, seus serviços como artista não eram mais necessários, dado o número de obras que havia produzido, e Wakefield decidiu enviá-lo a Londres para fazer um relatório aos diretores da empresa. Ele levou seis meses para chegar a capital inglesa, quando seu contrato de três anos havia expirado. Os diretores ficaram impressionados com seu relatório e foi publicado como um livro intitulado Narrative of a Residence in Various Parts of New Zealand, incluindo várias litografias preparadas a partir da arte de Heaphy. Outro dos irmãos Wakefield, Edward Jerningham, também publicou um livro ilustrado por Heaphy; este foi sob título de Adventures in New Zealand.

## A vida em Nelson
Após deixar a Companhia da Nova Zelândia, Heaphy, encorajado pelo sucesso de seu relatório e a recepção pública de suas pinturas, buscou novas oportunidades para trabalhos semelhantes. De Londres, escreveu para o secretário da empresa pedindo apoio para explorar a área do interior de Nelson. A resposta foi sem entusiasmo; a empresa estava se concentrando no desenvolvimento de seus assentamentos, em vez de se dedicar à exploração adicional. Apesar disso, Heaphy retornou à Nova Zelândia e chegou a Nelson em 22 de dezembro de 1842.

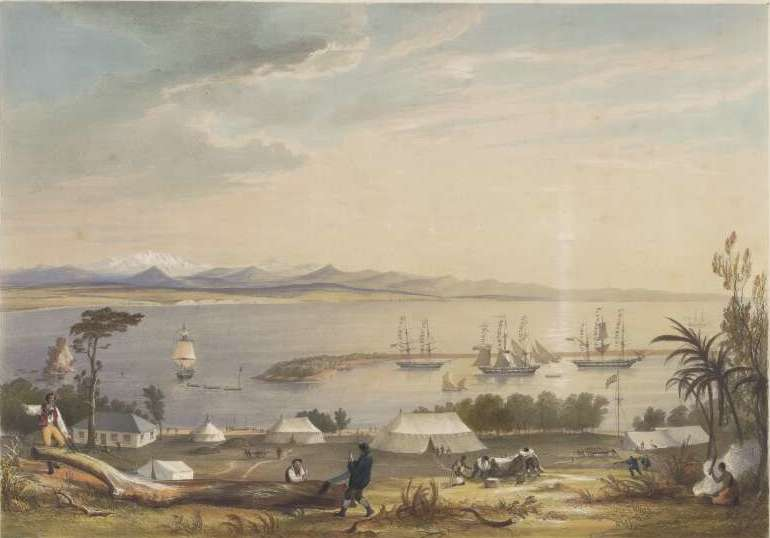
Uma litografia colorida da área em que a cidade de Nelson foi fundada, com base em uma pintura de Heaphy

Como havia poucas oportunidades de trabalho para Heaphy em Nelson, decidiu se transferir para Motueka. Neste local, cultivou terras com um amigo, Frederick Moore, e isso consumiu bastante do pouco dinheiro que tinha. Seu empreendimento agrícola foi um trabalho árduo e não particularmente bem-sucedido. No final de 1843, a Companhia da Nova Zelândia precisava de boas terras pastoris ao redor de Nelson. Ele entrou em confronto com Maori no Wairau Affray, no Wairau Valley, sudoeste de Nelson, e vários funcionários da empresa, entre eles Arthur Wakefield, outro irmão de Edward Wakefield, foram mortos. A empresa precisava explorar a área no sudoeste e Heaphy finalmente teve a oportunidade de registro.
A transferência de Wakefield como agente residente em Nelson para a Companhia da Nova Zelândia, William Fox, foi um grande defensor da expansão para assentamento na área ao redor de Nelson. Fox autorizou Heaphy e um agrimensor a explorar o sudoeste até o rio Buller em novembro de 1843. Em uma expedição subsequente realizada no mês seguinte, Heaphy e dois maoris caminharam até o que hoje é conhecido como Golden Bay e retornaram a Motueka pela costa, uma jornada considerada a mais difícil que havia realizado na época. Ambas as expedições falharam em localizar terras adequadas para assentamento, assim como uma expedição de volta ao rio Buller em março de 1845. Heaphy foi, razoavelmente, bem recompensado por seus esforços de exploração e por fundos adicionais, realizou comissões de arte para os mais ricos de Nelson. moradores.
Em fevereiro de 1846, Heaphy, acompanhado por Fox e Thomas Brunner, outro funcionário da Companhia da Nova Zelândia, bem como um tohunga Ngāti Tūmatakōkiri chamado Kehu, empreendeu outra expedição ao sudoeste. Eles enfrentaram um ambiente difícil de registros, uma vez que havia altas cadeias de montanhas cobertas de neve e gelo, arbustos íngremes, numerosos rios e desfiladeiros. As fontes alimentares possuíam raízes e bagas; pássaros foram capturados e enguias capturadas em riachos. Ao longo da costa, mariscos e ovos de gaivota foram adicionados à dieta. Os exploradores, cada um carregando uma carga de 34 kg (75 lb), caminhou até o rio Buller e percorreu suas margens até o rio Maruia. Como eles acreditavam que eram apenas 32 km (20 mi) da costa, suas provisões cada vez menores os impediram de prosseguir para a foz do rio Buller. Guiados por Kehu, o grupo atravessou a Hope Saddle no caminho de volta para Nelson, onde chegaram em 1º de março.
Heaphy e Brunner estavam ansiosos para explorar mais e com Kehu, deixaram Nelson em 17 de março de 1846, para explorar a costa oeste até a foz do Buller. A expedição traçou a costa ocidental da Ilha do Sul até o sul do rio Arahura. Sua jornada começou em Golden Bay e eles seguiram para West Wanganui, onde Etau, um maori local, foi contratado como zelador. O chefe local impediu a viagem para o sul, mas Heaphy e Brunner o acalmaram com um pouco de tabaco. Ambos continuaram ao longo da costa, escalando penhascos íngremes e vadeando rios à medida que avançavam. Seus movimentos foram interrompidos, às vezes, devido à chuva e marés altas. À noite, abrigavam-se em pequenas cavernas, aumentadas com uma tela de folhas de palmeira Nikau. Atravessaram o rio Karamea em 20 de abril, e chegaram ao rio Buller dez dias depois. Ademais, tiveram que ser atravessados usando uma canoa velha que foi consertada por Kehu e Etau e após a travessia, eles ficaram no pā local (aldeia). No início de maio, eles avistaram os Alpes do Sul e no rio Arahura, o ponto mais ao sul da expedição, foram hospedados pela tribo local Ngāi Tahu em Taramakau Pā. O mau tempo afetou seu retorno ao longo da costa, mas chegaram a Nelson em 18 de agosto. As duras condições que foi experimentada durante suas viagens o deixaram desiludido com as perspectivas potenciais de assentamentos ao longo da região da Costa Oeste.
A vida em Nelson continuava difícil para Heaphy, que já havia perdido o apetite pela exploração. Ademais, a existência de empregos ocasionais para se manter financeiramente era limitado pelos seis meses subsequentes. Durante grande parte de 1847, realizou trabalhos de pesquisa em torno da Baía de Tasman e, posteriormente, naquele ano, foi representante da Companhia da Nova Zelândia, quando o governo investigou a quantidade de terra reservada pela empresa para os maoris locais. O trabalho havia cessado no início de 1848, mas quando surgiu uma oportunidade para trabalhar no Auckland Survey Office, em abril de 1848, ele aceitou.

## A vida em Auckland

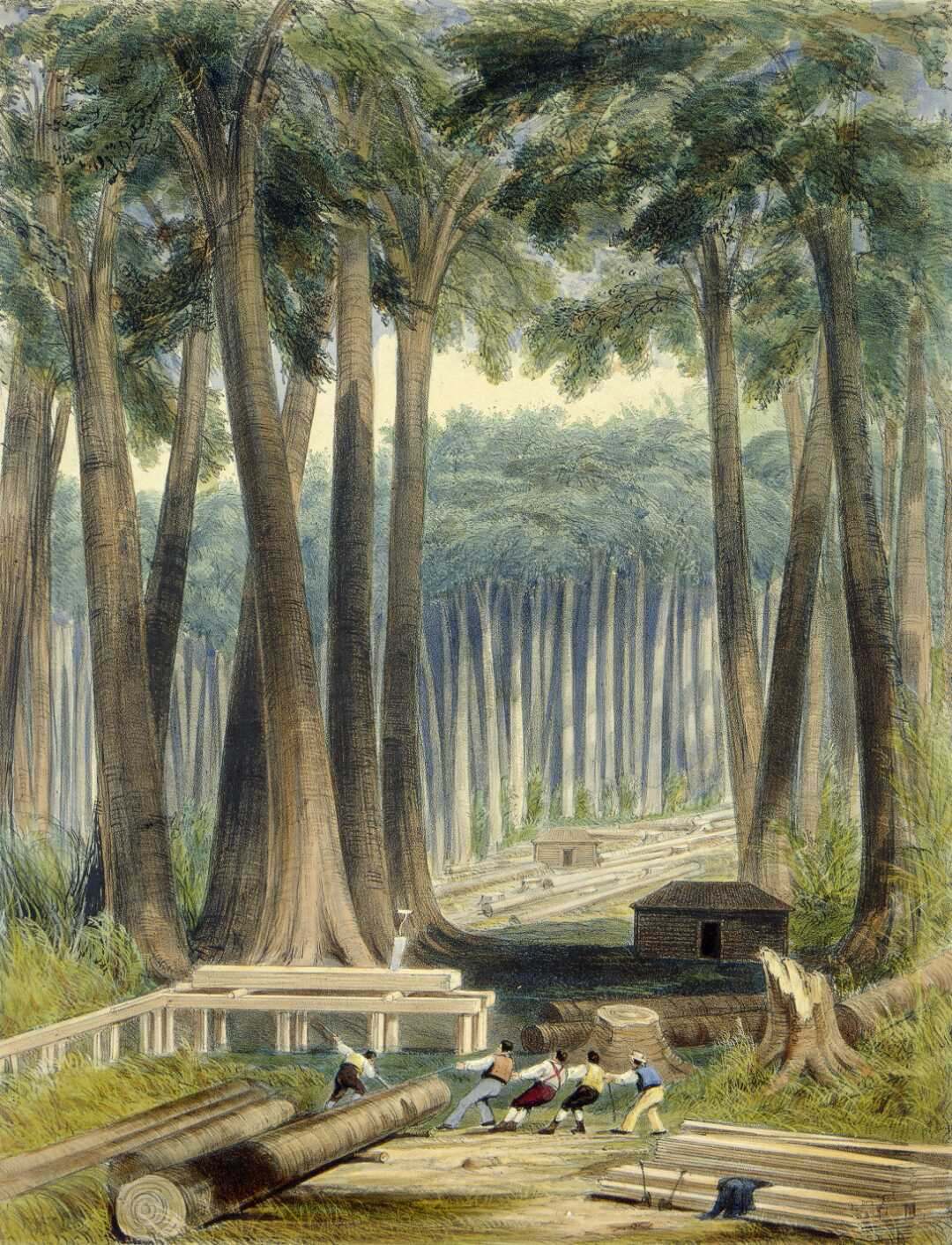
Uma litografia colorida reproduzida da pintura de Heaphy de um grupo de madeireiros limpando uma árvore na floresta Kauri

Transferindo-se para Auckland, região norte neozelandês, o novo papel de Heaphy como desenhista chefe do Auckland Survey Office foi ocupado pela preparação de mapas e planos. Depois de alguns anos, esteve mais tempo no campo, onde realizava trabalhos de levantamento. Como havia adquirido experiência quando morava em Nelson, sua renda foi complementada com obras de arte comissionadas. Além disso, começou a desenvolver seu conhecimento geológico, tendo um interesse particular em vulcanologia. Também escreveu um artigo sobre os vulcões de Auckland para uma revista geológica na Inglaterra e completou várias pinturas de vulcões, bem como atrações termais na Bay of Plenty, entre eles, os famosos Pink and White Terraces. Na esperança de aumentar seu perfil, enviou muitas de suas obras para Londres e algumas permanecem em exibição nos escritórios da Sociedade Geológica de Londres.
Quando tinha 30 anos, Heaphy conheceu e começou a cortejar Kate Churton, a filha de 21 anos de um reverendo. Casaram-se em 30 de outubro de 1851, na Igreja de São Paulo, em Auckland. Um ano depois, foi nomeado "Comissário dos Campos de Ouro" em Coromandel, após a recente descoberta deste metal. Seu papel exigia que supervisionasse as reivindicações feitas pelos mineiros e negociasse a venda de terras com os maoris locais. A corrida do ouro em Coromandel logo se extinguiu, retornando-se ao seu trabalho no Auckland Survey Office em meados de 1853.
Em novembro de 1853, Sir George Gray terminou seu primeiro mandato como Governador-geral da Nova Zelândia e navegou para as ilhas ao redor da Nova Caledônia, para satisfazer seu interesse por idiomas. Ele também queria investigar as reivindicações francesas nas ilhas. Heaphy o acompanhou como seu secretário particular e aproveitou para executar obras de arte das ilhas que visitou e de seus habitantes. Posteriormente, deu algumas de suas obras a Grey, que as levou de volta à Inglaterra em dezembro de 1853 e as doou ao Museu Britânico.
Heaphy e sua esposa se mudaram para o norte de Auckland para o que hoje é conhecido como Warkworth no início de 1854, após sua indicação como agrimensor distrital da Península Mahurangi, que estava sendo aberta para assentamento. Durante dois anos, Heaphy pesquisou os terrenos que seriam vendidos para as pessoas que se mudassem para a área. Em 1856, tornou-se o agrimensor provincial de Auckland após a aposentadoria de seu antecessor e, posteriormente, retornou para Auckland, fixando sua residência em Parnell. A topografia o manteve ocupado pelos próximos anos, mas no início de 1859, acompanhou o geógrafo alemão Ferdinand von Hochstetter em uma expedição ao sul de Auckland; Hochstetter havia sido convidado pelo governo a fazer um relatório sobre uma recente descoberta de carvão na área. Os dois tornaram-se amigáveis e Hochstetter ficou impressionado com as habilidades de Heaphy no mato, embora não lhe concedesse muito respeito por seu conhecimento científico. Quando Hochstetter partiu para a Europa no final do ano, levou consigo muitos exemplos de obras de arte de Heaphy. Os dois, posteriormente, se desentenderam, quando Heaphy publicou um artigo em uma revista geológica. Hochstetter sentiu-se usurpado por alguém que considerava um profissional inferior e questionou publicamente as credenciais de Heaphy. Além disso, também fez alegações de que Heaphy havia plagiado partes de seu trabalho no campo de carvão. Heaphy montou uma defesa espirituosa e geralmente teve a simpatia do público. A disputa não impediu Hochstetter de usar a arte de Heaphy em um livro publicado por sua autoria sobre a geologia da Nova Zelândia.

## Carreira militar
Logo após retornar a Auckland em 1856, Heaphy se juntou a uma unidade de milícia, os Auckland Rifle Volunteers, com a patente de soldado. No início de 1863, durante um período de hostilidades das Guerras da Nova Zelândia, sua unidade foi mobilizada e Heaphy comissionado como oficial. Posteriormente, naquele mesmo ano, foi nomeado capitão da Parnell Company. Em julho de 1863, como parte da invasão do Waikato, foi indicado para inspecionar a estrada militar que estava sendo construída na região de Waikato. Também mapeou as vias fluviais enquanto piloto da canhoneira Pioneer. Ele esteve presente na Batalha de Rangiriri e, mais tarde, fez um esboço da ação, que incomum para ele, incluía representações de baixas britânicas. À medida que os britânicos avançavam mais fundo no Waikato, foi anexado ao estado-maior do tenente-coronel Henry Havelock.

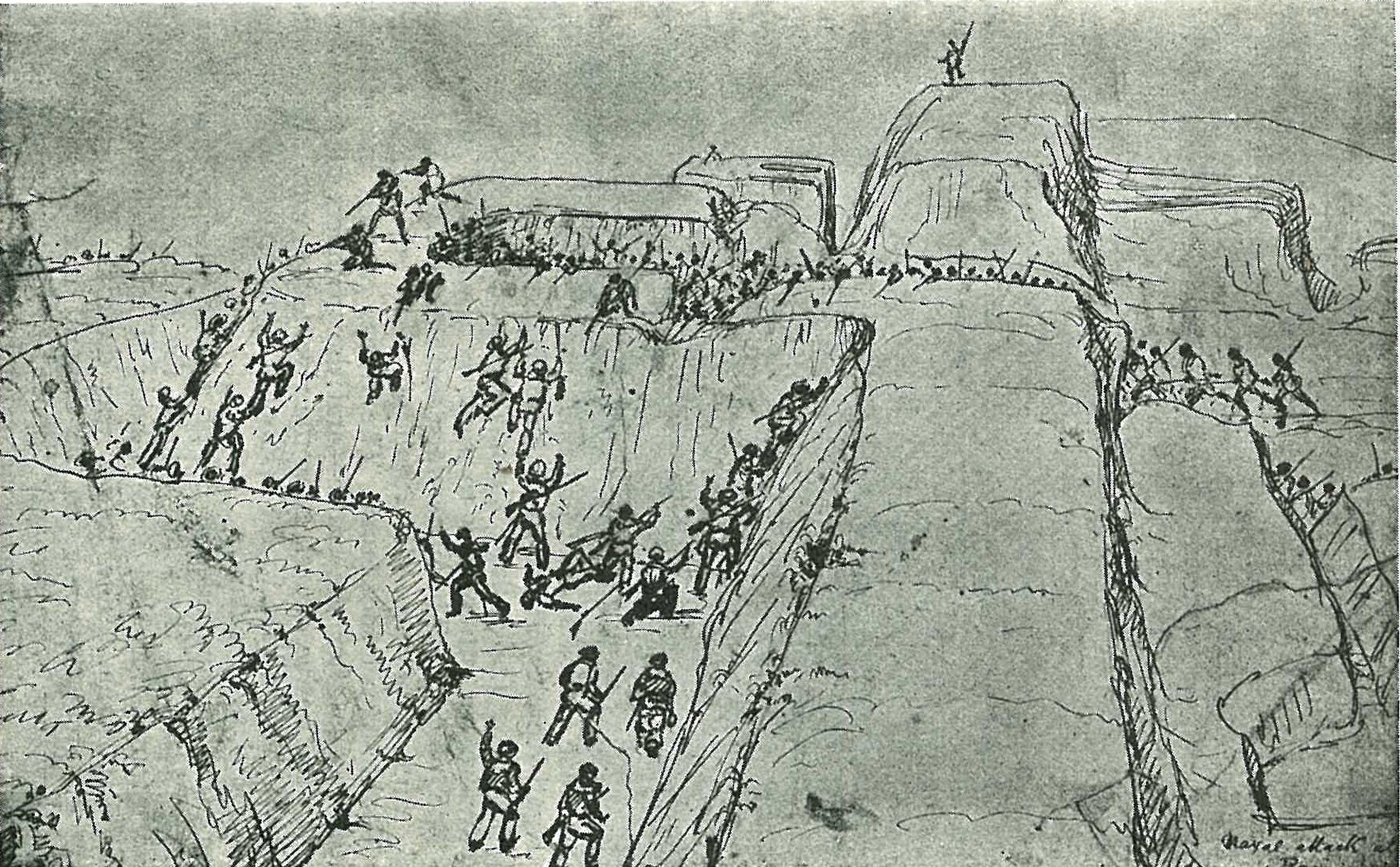
Ataque naval em Rangiriri, 1863, um esboço de caneta por Heaphy

O Waikato Māori havia se retirado para posições fortificadas em Pikopiko e Paterangi no início de 1864. Enquanto suas posições estavam sob cerco, os grupos de guerra montavam ataques a pequenos grupos de soldados britânicos. Em 11 de fevereiro, soldados do 40º Regimento de Infantaria estavam nadando no córrego Mangapiko, perto de Paterangi, e foram atacados por um grupo de invasores. Homens do 50º Regimento de Infantaria vieram em auxílio dos defensores. Entre eles estava Heaphy, que comandava um grupo de doze soldados e se deparou com a reserva maori. Depois de colocá-los em fuga, levou seus homens ao Mangapiko Stream para ajudar os soldados britânicos que ajudavam o grupo sitiado. Apesar de estarem em menor número, os britânicos repeliram os maoris e começaram a persegui-los no mato. Um soldado foi ferido e Heaphy e três outros foram em seu auxílio. Ao fazer isso, Heaphy e um dos outros soldados foram feridos enquanto outro foi morto. Incapaz de se desvencilhar, Heaphy e o soldado apto restante forneceram cobertura para evitar que os feridos fossem mortos pelos maoris. Eles acabaram sendo aliviados por reforços, mas os dois homens feridos que Heaphy e o soldado estavam tentando proteger morreram de seus ferimentos. Apesar dos ferimentos no braço, quadril e costelas, Heaphy permaneceu no campo durante a maior parte do dia, até que o grupo emboscado foi aliviado. Após a ação em Mangapiko Stream, Heaphy foi promovido a major; um mês depois, com o fim da guerra no Waikato, deixou a ativa e voltou à vida civil 

### Condecoração Cruz Vitória

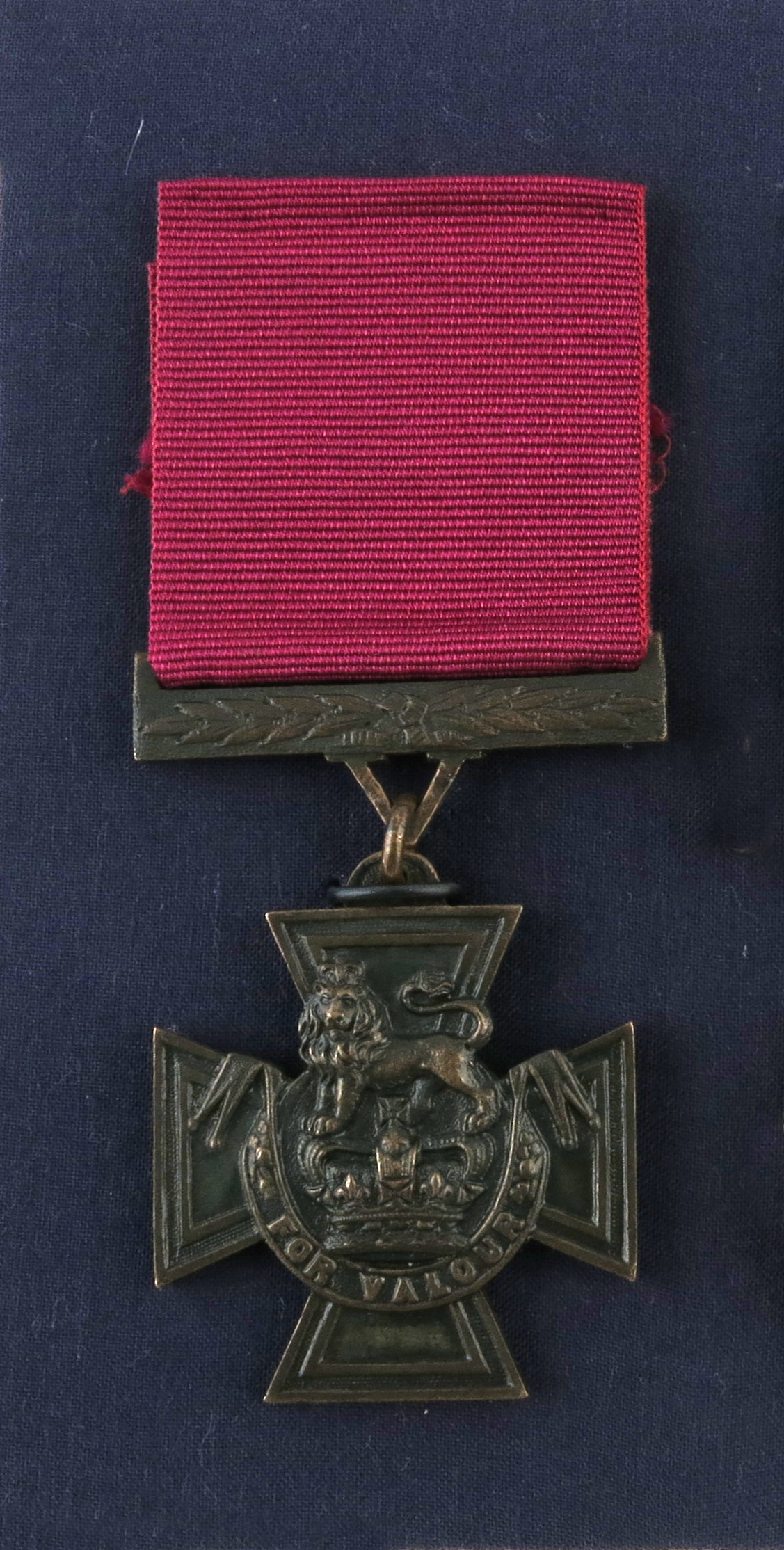
Heaphy foi condecorado com a Cruz Vitória, que é exibida no Museu Memorial da Guerra de Auckland

No final de 1864, o major-general Thomas Galloway, comandante das forças coloniais da Nova Zelândia, recomendou Heaphy para ser condecorado com a Cruz Vitória, em prol de suas ações no Mangapiko Stream. Instituído em 1856, esta é a mais alta condecoração por bravura que pode ser concedido a um soldado do Império Britânico.
A recomendação foi apoiada por Grey, que estava cumprindo um segundo mandato como governador da Nova Zelândia, apesar de saber que nem Heaphy ou outro homem também recomendado para esta honraria para uma ação no início da campanha, seja no Exército Britânico ou na Marinha Real. Na época, apenas o pessoal do exército regular britânico poderia recebê-lo e, portanto, Heaphy, como miliciano, não era elegível. Gray argumentou que, como Heaphy estava sob o comando efetivo de oficiais britânicos, ele deveria ser uma exceção. Em Londres, as autoridades discordaram e a recomendação foi recusada. Heaphy se recusou a aceitar isso e começou a agitar com o governo britânico, com o apoio de Grey, Havelock e do general Duncan Cameron, comandante das forças britânicas na Nova Zelândia. Posteriormente, acabou sendo bem-sucedido e em 8 de fevereiro de 1867, a rainha Vitória fez uma declaração de que as forças locais da Nova Zelândia seriam elegíveis para a condecoração. Naquele dia, foi anunciada a medalha Cruz Vitória para Heaphy, o primeiro para um neozelandês e também para um soldado não regular. A citação dizia:
Por sua conduta galante na escaramuça nas margens do rio Mangapiko, na Nova Zelândia, em 11 de fevereiro de 1864, na assistência a um soldado ferido do 40.º Regimento, que caíra em um buraco entre os mais grossos dos Maories ocultos. Enquanto fazia isso, tornou-se alvo de um voleio a alguns metros de distância. Cinco bolas perfuraram suas roupas e boné, e ele foi ferido em três lugares. Embora ferido, continuou a ajudar os feridos até o final do dia. O major Heaphy estava na época encarregado de um grupo de soldados dos 40.º e 50.º regimentos, sob as ordens do tenente-coronel Sir Henry Marshman Havelock, Bart; o oficial sênior no local, que havia se mudado rapidamente para o local onde as tropas estavam calorosamente engajadas e pressionadas.— The London Gazette, 8 de fevereiro de 1867.
Heaphy foi presenteado com o Cruz Vitória em um desfile em Albert Barracks, na cidade de Auckland, em 11 de maio de 1867. A medalha está agora em exibição no Museu Memorial da Guerra de Auckland.

## Últimos anos de vida
Após ser dedicar a carreira militar, Heaphy foi contratado como o "Chefe Surveyor para o Governo Geral da Nova Zelândia" e pesquisou grande parte da terra apreendida do Waikato Māori pelos britânicos, que incluía aquela em que as cidades de Hamilton e Cambridge foram estabelecidas. Em Hamilton, Heaphy Terrace, uma via no subúrbio de Claudelands, recebeu seu nome. Seu contrato terminou no início de 1866 e foi reintegrado à sua posição pré-guerra como agrimensor provincial de Auckland.
Em abril de 1867, Frederick Whitaker renunciou a seus cargos como Superintendente da Província de Auckland e Membro do Parlamento para o eleitorado de Parnell em Auckland. A renúncia de Whitaker tornou-se conhecida logo após a concessão do Cruz Vitória de Heaphy ser anunciada, e Heaphy declarou sua candidatura para o lugar vago, declarando que  seria um representante independente de Parnell. A publicidade em torno da sua condecoração ajudou a aumentar seu perfil, e quando a reunião para ser indicado no Parnell Hall em 6 de junho, foi devolvido sem oposição como representante do eleitorado no Parlamento da Nova Zelândia. O tempo de Heaphy no parlamento foi insignificante, mas ele foi um representante trabalhador para o povo do eleitorado de Parnell. Reuniu-se com eleitores para discutir questões de interesse que vão desde impostos a viagens com financiamento público. Um colega parlamentar foi Fox, velho conhecido da cidade de Nelson. Quando Fox se tornou Primeiro-ministro da Nova Zelândia em junho de 1869, Heaphy era um apoiador. Oferecendo um cargo bem pago como "Comissário de Reservas Nativas" pela administração Fox, renunciou-se ao parlamento em 13 de abril de 1870.
Como comissário, o papel de Heaphy era administrar as terras maori reservadas pelo governo e determinar as áreas de terra que poderiam ser abertas aos migrantes. Seu trabalho o levou para várias partes do país, inspecionando terras e negociando com proprietários de terras maoris, um processo no qual nem sempre gostava, principalmente quando tribos rivais disputavam a propriedade. Além disso, também teve que providenciar a aquisição de terras maoris para serviços públicos, como linhas de telegrafia. Ocasionalmente, defendia uma compensação para maoris lesados, cujas terras haviam sido roubadas pelos colonos. Um estresse adicional no primeiro ano de Heaphy como comissário foi um inquérito sobre sua conduta durante o período em que foi "Chefe Agrimensor do Governo Geral da Nova Zelândia" e trabalhando no Waikato. Alegações foram levantadas de que teria aceitado subornos para ajustar ilegalmente os limites da terra. A investigação, encabeçada por um conhecido de seus dias em Nelson, Alfred Domett, absolveu Heaphy de corrupção, embora tenha sido criticado por receber pagamentos de jovens agrimensores em troca de trabalho. Em 1872, ele e sua esposa se mudaram para Wellington, que era mais central e, portanto, conveniente para seu trabalho, que agora incluía uma nomeação como "Trust Commissioner for the Wellington District", lidando com fraude de terras.
Em 1875, Heaphy, começando a sofrer de reumatismo, reduziu a quantidade de tempo que passou no campo determinando a propriedade da terra maori e sua disponibilidade para assentamento colonial e o trabalho terminou completamente em 1880. Nesse ínterim, assumiu mais funções no serviço público; tornou-se um juiz de paz e presidiu casos de pequenos crimes levados ao Tribunal de Magistrados Residentes em Wellington. Em abril de 1878 foi indicado "Comissário de Seguros do Governo" e, posteriormente naquele ano, ainda se tornou juiz do Tribunal de Terras Māori.

## Morte e legado

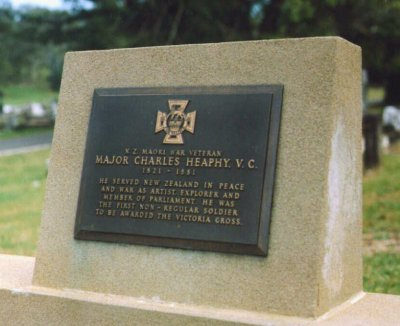
Lápide de Heaphy no cemitério de Toowong, Brisbane

Em maio de 1881, a saúde de Heaphy estava em grave declínio e, ainda afetado pelo reumatismo, contraiu tuberculose. Nesse contexto, renunciou a todos os seus cargos no serviço público no mês seguinte e, com sua esposa, mudou-se para Brisbane, em Queensland, na Austrália. O casal esperava que o clima mais quente ajudasse na saúde de Heaphy, mas sua morte ocorreu em 3 de agosto de 1881. Não tendo filhos, deixou apenas a sua esposa. Enterrado no Cemitério de Toowong, anteriormente o Cemitério Geral de Brisbane, seu túmulo foi inicialmente marcado com uma placa numerada e logo ficou coberto de vegetação. Um descendente de sua esposa descobriu o local do enterro em 1960 e uma lápide foi erguida pelo governo da Nova Zelândia. A inscrição diz: "Ele trabalhou para a Nova Zelândia na paz e na guerra como artista, explorador e membro do parlamento. Foi o primeiro soldado não regular a ser condecorado com a Cruz Vitória".
Além de ser o primeiro neozelandês a receber o Cruz Vitória, Heaphy era um artista talentoso. Suas aquarelas, produzidas principalmente entre 1841 e 1855, são um registro importante de muitas cenas nos primeiros dias da colonização europeia na Nova Zelândia. Os melhores foram os produzidos para a Companhia da Nova Zelândia. Grande parte de seu trabalho posterior foi na forma de esboços e sua produção diminuiu na meia-idade. Além das publicações relacionadas à Companhia da Nova Zelândia, seu trabalho recebeu pouca exposição durante sua vida. Suas pinturas foram exibidas apenas em algumas ocasiões, a primeira em fevereiro de 1866 em Auckland.
A Exposição do Centenário da Nova Zelândia em 1940 aumentou a conscientização pública da arte de Heaphy como um registro da vida colonial na Nova Zelândia. A Biblioteca Alexander Turnbull havia comprado um arquivo de pinturas da Companhia da Nova Zelândia em 1915 de um livreiro em Londres, que incluía cerca de 30 pinturas de Heaphy. Estes foram mostrados durante a exposição do centenário e a partir daí sua reputação como um artista significativo da Nova Zelândia colonial cresceu. Em seu livro Letters and Art in New Zealand, publicado em 1940, o crítico de arte Eric Hall McCormick o considerou o melhor artista neozelandês do período colonial, visão também compartilhada por autores posteriores. As gravuras das pinturas de Heaphy começaram a ser produzidas em 1953 e, no centenário de sua morte, foi publicado um portfólio de edição limitada de suas aquarelas. Na época, era o livro mais caro produzido na Nova Zelândia, sendo vendido por 750 dólares neozelandeses.
Seu nome também é conhecido pela Heaphy Track, uma rota de caminhada no canto noroeste da Ilha do Sul. Ele e Brunner foram, provavelmente, os primeiros europeus a caminhar por esta área da Ilha do Sul e o Heaphy Track, embora nunca tenha seguido seu caminho, é nomeado em sua homenagem, assim como o Heaphy River.